# Louis Zobel
Louis Walter Gottfried Zobel (* 15. November 1870 in Neumark, Kreis Löbau; † 17. Juni 1964 in Berlin) war ein deutscher Kommunalpolitiker.

## Leben
Zobel unterrichtete ab 1891 erst in Westpreußen, dann in Magdeburg und kam 1897 nach Schöneberg. 1903 wurde er dort Stadtverordneter und war Mitglied der Stadtschuldeputation und der Deputationen für Hochbau, Wohlfahrt und Siedlungswesen. Nach der Eingemeindung Schönebergs nach Berlin am 1. Oktober 1920 wurde er auch dort Stadtverordneter, bis er am 14. März 1933 auf politischen Druck sein Mandat aufgeben musste. Nach Ende des Zweiten Weltkriegs war er in der Bezirksverordnetenversammlung von Schöneberg wieder kommunalpolitisch tätig.
Er setzte sich zeitlebens für die Förderung des Schulsports ein und wurde zum Stadtoberturnrat ernannt.

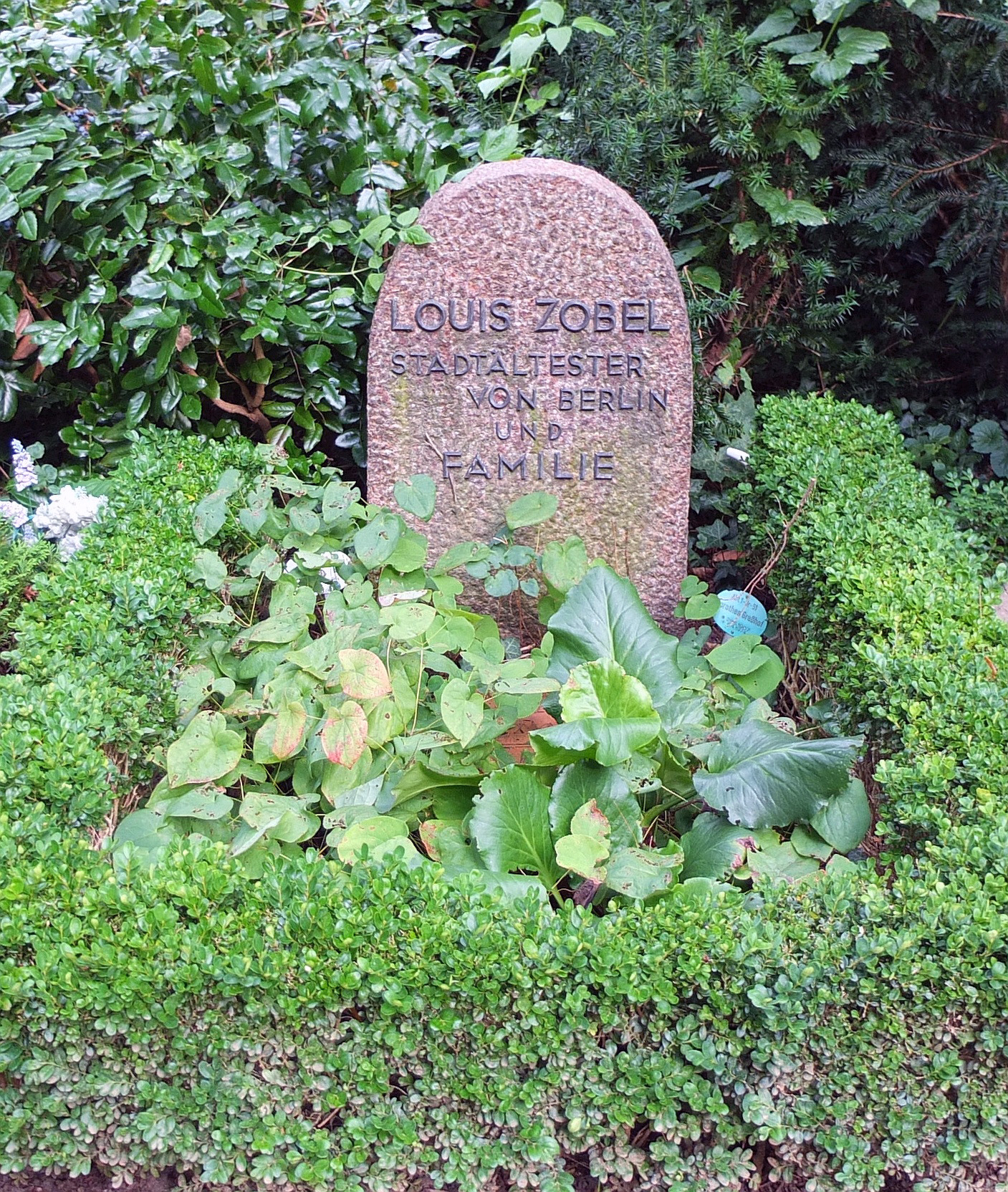
Ehrengrab

Zobel wurde in einem Ehrengrab der Stadt Berlin auf dem landeseigenen II. Städtischen Friedhof Eythstraße bestattet.

## Ehrungen
- 1950: Stadtältester von Berlin
- 1952: Verdienstkreuz (Steckkreuz) der Bundesrepublik Deutschland
- Benennung der Louis-Zobel-Sporthalle in Berlin-Schöneberg